# 塔夸拉苏-迪米纳斯
塔夸拉苏-迪米纳斯是巴西米纳斯吉拉斯州的一个市镇。总面积329.363平方公里，总人口3757人，人口密度11.4人/平方公里。